# Ернст Шірліц
Ернст Вільгельм Шірліц (нім. Ernst Wilhelm Schirlitz; 7 вересня 1893, Крістбург — 27 листопада 1978, Глюксбург) — німецький офіцер, віце-адмірал крігсмаріне. Кавалер Лицарського хреста Залізного хреста.

## Біографія
1 квітня 1912 року вступив на флот кадетом. Пройшов підготовку на важкому крейсері «Герта» і у військово-морському училищі. Учасник Першої світової війни, служив на важких крейсерах «Фрейя» (4-27 серпня 1914), «Фрідріх Карл» (28 серпня  — 17 листопада 1914) і «Князь Бісмарк» (листопад 1914 — січень 1915). З січня 1915 року — вахтовий офіцер дирижабля. 24 вересня 1916 року збитий і взятий в полон. 
3 грудня 1919 року звільнений і повернувся на військову службу. Служив в частинах берегової оборони, вахтовим офіцером на лінійних кораблях. З 1 жовтня 1930 року — референт Морського керівництва. З 29 вересня 1934 року — 1-й офіцер броненосця «Дойчланд». 23 вересня 1936 року призначений начальником штабу 2-го адмірала військово-морської станції «Нордзе» (з 1 січня 1938 року — 2-го адмірала Північного моря).
З 8 червня 1938 року — начальник штабу інспекції навчальних закладів, з 24 вересня 1939 року — командувача охоронними силами, з 28 жовтня 1939 року — знову інспекції. Під час підготовки операції «Морський лев» займав пост командира 2-го конвою транспортної флотилії «Б». 16 червня 1942 року призначений командувачем берегової обороною Бретані. З 3 січня 1943 року — командувач-адмірал на Атлантичному узбережжі. В кінці війни, після висадки військ союзників у Франції, Шірліц прийняв на себе обов'язки коменданта Ла-Рошелі і очолив оборону міста. 9 травня 1945 року капітулював. 13 жовтня 1947 року звільнений.

## Звання
- Морський кадет (1 квітня 1912)
- Фенріх-цур-зее (12 квітня 1913)
- Лейтенант-цур-зее (22 березня 1915)
- Обер-лейтенант-цур-зее (21 серпня 1919)
- Капітан-лейтенант (1 квітня 1923)
- Корветтен-капітан (1 грудня 1930)
- Фрегаттен-капітан (1 квітня 1936)
- Капітан-цур-зее (1 жовтня 1937)
- Контр-адмірал (1 березня 1942)
- Віце-адмірал (1 квітня 1943)

## Нагороди
- Залізний хрест 2-го і 1-го класу
- Ганзейський Хрест (Любек)
- Пам'ятний знак для екіпажів дирижаблів морської авіації (1 серпня 1920) — вручений Отто Гесслером.
- Почесний хрест ветерана війни з мечами (9 жовтня 1934)
- Медаль «За вислугу років у Вермахті» 4-го, 3-го, 2-го і 1-го класу (25 років)
- Застібка до Залізного хреста 2-го і 1-го класу
- Хрест Воєнних заслуг 2-го і 1-го класу з мечами
- Німецький хрест в золоті (1 грудня 1944)
- Лицарський хрест Залізного хреста (11 березня 1945)